# Klaviersonate Nr. 15 (Beethoven)
Die Klaviersonate Nr. 15 op. 28 schrieb Ludwig van Beethoven im Jahre 1801. Sie ist Joseph Edlem von Sonnenfels gewidmet. Das Autograph trägt die Bezeichnung Grande Sonata. Das Werk erschien als Grande Sonate pour le Pianoforte und wurde später von Cranz in Hamburg als Sonata pastorale verlegt. Im Konzertsaal ist es selten zu hören. Nennenswert sind unter anderem Aufnahmen von Wilhelm Kempff, Artur Schnabel und Vladimir Sofronizki.

## Aufbau
- 1. Satz: Allegro, D-Dur, 3⁄4, 461 Takte
- 2. Satz: Andante, d-Moll, 2⁄4, 99 Takte
- 3. Satz: Scherzo, Allegro vivace, D-Dur, 3⁄4, 94 Takte
- 4. Satz: Rondo, Allegro ma non troppo, D-Dur, 6⁄8, 210 Takte

Eine Besonderheit der Ecksätze ist, dass sich das Hauptthema über einem Orgelpunkt entwickelt. So ist der „Auftakt“ des 1. Satzes ein ganzer Takt. Alle Sätze kreisen um die Quinte.

„Für fröhliche Sachen und solche, die Größe haben.“

## 1. Satz
Die gleichmäßigen Viertel im Bass auf D über fast 40 Takte – teilweise in die Mittelstimmen gelegt – bilden das Fundament. Das im Umfang einer Oktave absteigende Motiv beginnt über dem Dominantseptakkord und kehrt in irgendeiner Form in allen Sätzen wieder.  
Im Seitensatz bringt Beethoven interessante Figuren, so eine vierstimmige Satzart mit paralleler Bass- und Melodiestimme und einer Achtelbegleitung in den Mittelstimmen, die von den Romantikern, insbesondere von Schubert übernommen wurde.
Am Ende der Exposition weist eine Oktavfigur mit Staccato-Akkorden im Bass auf das Scherzo hin.

## 2. Satz
Begleitet von Staccato-Sechzehnteln (wie im Scherzo der Klaviersonate Nr. 18), erinnert das sangliche Thema an eine Ballade. Es erscheint viermal, einmal in F-Dur und einmal beschleunigt in Zweiunddreißigsteln. Den Dur-Kontrast bildet ein punktiertes, für Beethoven typisches Motiv („ramm-pa-bam“), gefolgt von launigen, tanzartigen Sechzehnteltriolen im Staccato. Es war lange Zeit ein Lieblingssatz Beethovens, den er oft spielte.

## 3. Satz
Funkelnden Witz und enormen  Drive hat das skizzenhafte Scherzo.  Das über vier Oktaven absteigende Motiv erweitert sich in Terz, Sexte und Sextakkord. Die Quinte ist in den Achteln des 1. Viertels versteckt. Das leere 3. Viertel verweist auf den 1. Satz. Die dreimal acht Takte des Trios bleiben – mit grummelnden Oktaven links – leise in der Paralleltonart h-Moll.

## 4. Satz
Ähnlich wie der 1. beginnt der 4. Satz mit dem Orgelpunkt der Tonika – in der Quinte und mit Bordunwirkung. Darüber erscheint ein kurzes absteigendes, dem Hauptthema des 1. Satzes verwandtes Motiv, das sofort wiederholt wird. Erst Arpeggios lösen die Spannung des Basso ostinato.
Formal ist der Satz ein Bogenrondo: A B A C A B A plus Coda. Wie öfters in den Schlusssätzen der Beethovenschen Klaviersonaten kann man auch eine Sonatenhauptsatzform nachweisen. Hier ergeben sich die folgenden Formteile: Exposition T. 1–50, Hauptsatz ab Takt 1, Seitensatz ab Takt 29 (mit Auftakt) in der Dominanttonart A-Dur; Durchführung T. 51–113; Reprise Takt 114–167, Seitensatz ab Takt 145 in der Grundtonart; Coda T. 169 bis Ende. Alle großen Formteile beginnen mit dem Hauptthema, also dem A-Teil der Rondoform. Die Sonate endet im Più Allegro quasi Presto. Sowohl der Oktavenbass als auch das 3. und 6. Achtel der Sechzehntelfiguren rechts nehmen die Quinte auf.